# Skara Stift
Skara Stift er et stift i Svenska kyrkan. Det er Sveriges ældste stift, grundlagt under Olof Skötkonung i 1000-tallet. Stiftsby er Skara i Västergötland.
Ved grundlæggelsen omfattede stiftet i hvert fald formelt hele Götaland, indtil Linköpings Stift grundlæggelse i begyndelsen af 1100-tallet. Senere i middelalderen frem til stormagtstiden omfattede stiftet hele Västergötland, Dalsland og Värmland – inden oprettelsen af Göteborg og Karlstads stifter.
Skara Stift er inddelt i 11 provstier og 178 sogne. Erik Aurelius er siden den 29. august 2004 biskop i stiftet.

## Stiftets delinger efter reformationen

### Delingen af stiftet i 1580 (samt grænseændringen i 1658)
Karlstads Stifts oprettelse skete, fordi hertug Karl, der blandt andre havde Värmland og Vadsbo herred som hertugdømme, ville udskille sin del af Skara Stift som et selvstændigt kirkeligt område. Derfor oprettedes i 1580 Mariestads superintendentur. I 1658 flyttedes superintendenturen til Karlstad og samtidig fik dette stift (superintendentur) nye grænser. Som tidligere omfattede det Värmland, men Vadsbo herred gik tilbage til Skara Stift og blev erstattet af Dalsland.

### Oprettelsen af Göteborgs Stift i 1620 (samt grænseændringen i 1658)
I 1620 oprettedes Göteborgs Stift eller superintendentur, og et stort antal sogne i det vestlige og sydlige Västergötland blev overført til det nye stift fra Skara Stift. I 1658 kom dog en del tilbage til Skara Stift, og i stedet blev Halland og det sydlige Bohuslän en del af Göteborgs Stift, efter områderne samme år overgået til Sverige fra Danmark. Derfor hører i dag Kind, Mark, Sävedal, Askim, Östra Hising, Bollebygd, Vättle og Ale herreder i Västergötland til Göteborgs Stift og ikke til Skara Stift.

## Skara Stifts område i dag
I dag omfatter stiftet det tidligere Skaraborgs län (også de nuværende dele af Jönköpings län) samt herrederne Väne, Bjärke, Kulling, Gäsene, Veden, Ås og Redväg fra det tidligere Älvsborgs län, samt større dele af Mo herred i det tidligere ikke-udvidede Jönköpings län. Denne del af Mo herred var herredets oprindelige middelalderlige geografiske område, inden nogle yderliggende sogne blev føjet til i 1800-tallet.
Inddelingen, hvor store dele af det tidligere Älvsborgs läns västgötadel hører til Skara Stift, gør at også byerne Borås, Trollhättan og Vänersborg indgår i stiftet, hvilke ikke lå i Skaraborgs län.
I 1971 kom også Södra Råda sogn i Värmland til stiftet fra Karlstads Stift.